# .ug
.ug je vrhovna internetska domena (country code top-level domain - ccTLD) za Ugandu. Domenom upravlja Uganda Online.

## Vanjske poveznice
- IANA .ug whois informacija  Arhivirana inačica izvorne stranice od 3. prosinca 2008. (Wayback Machine)